# لسلی تریپاتی
لسلی تریپاتی (انگلیسی: Leslie Tripathy؛ زادهٔ ۲۶ ژوئن ۱۹۹۰) یا لزلی تریپاتی، بازیگر هندی است که قبل از کار در بالیوود، در موزیک ویدیوهای اودیه حضور داشت. تریپاتی با فیلم دابلیو به کارگردانی تارون مادان چوپرا، فعالیتش را در صنعت فیلم هندی آغار کرد.

## فیلم‌شناسی
| سال  | نام فیلم | نقش       | زبان |
| ---- | -------- | --------- | ---- |
| ۲۰۱۴ | دابلیو   | روهی ملیک | هندی |